# PS10 naphőerőmű

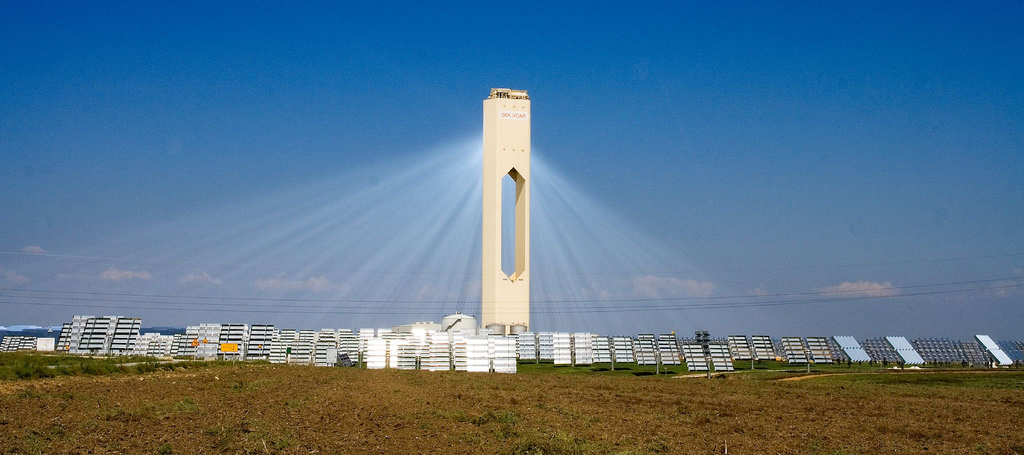
A 11 megawattos PS10 naperőmű 624 mozgatható tükör (heliosztát) által termeli az áramot

A Planta Solar 10 vagy PS10 naphőerőmű a spanyol Sevilla város mellett épült meg. A 11 megawattos naphőerőmű 624 mozgatható tükörrel (heliosztát) fókuszálja a Nap sugárzását egy központi toronyra, amelyben nagy fajhőjű sóoldat nyeli el a hőt, majd ezt a hőt  gőzfejlesztésre  használják. Európa első kereskedelmi erőművének megépítésében az Abengoa nevű spanyol multinacionális cég, a Tecnical-Tecnicas Reunidas és a Spanish Engineering Company vett részt.
A PS10 naperőmű az építkezések első üteméhez tartozik. 2013 -tól további erőművek épülnek, így végül 300 MW-os teljesítménnyel fog működni a sevillai naperőmű telep.

## Technológia
Az egyes tükrök felülete körülbelül 120 négyzetméter, mely a központi 115 méter magas toronyra irányítja a napsugárzást. A toronyban egy napenergiát felfogó készülék és egy gőzturbina található. A turbina által meghajtott generátor állítja elő az elektromos áramot.
A napenergia torony a hőt gőz formájában tartályokban tárolja 50 bar nyomáson, 285 °C-on. A gőz kicsapódik, majd amint a nyomás csökken, visszaalakul cseppfolyós vizzé. (Amit a toronyra fókuszált napsugarak összeadódó energiája ismét nagynyomasú gőzzé hevít fel.)

## Lásd még
- Naperőmű
- Napelem
- Napenergia